# Martin Wenzl
Martin Wenzl  (* 16. August 1984 in Passau) ist ein deutscher Schauspieler.

## Leben
Wenzl absolvierte bis 2005 eine Schauspielausbildung an der Bayerischen Theaterakademie „August Everding“ in München. Von Oktober 2007 bis Juni 2012 spielte er die Hauptrolle „Ludwig Brunner“ in der Serie Dahoam is Dahoam. In den folgenden Jahren absolvierte er in der Serie zahlreiche Gastauftritte. Außerdem spielte er auch in Episoden von Forsthaus Falkenau und Kanal Fatal (BR) mit. Er agierte im Münchner Lustspielhaus und am Akademietheater. Zurzeit wohnt Wenzl in München.

## Filmografie (Auswahl)
- 2007–2022, 2024–: Dahoam is Dahoam
- 2007: Beste Zeit,NR, Kinospielfilm, R: Marcus H. Rosenmüller
- 2006: Beste Gegend, NR, Kinospielfilm, BR, R: Marcus H. Rosenmüller
- 2008: Forsthaus Falkenau
- 2008: Kanal Fatal
- 2009: Wie es ist, HR, Kurzspielfilm, R: Kaspar Felix Lerch
- 2010: Die Hummel, NR, Kinospielfilm, R: Sebastian Stern
- 2010: Herzklopfen in Lansing
- 2013: Leichenschmaus, HR, Kurzspielfilm, R: Diana Andriotis
- 2013: Emily, HR, Kurzspielfilm, R: Nicolai Dimitri Zeitler
- 2013: Kalte Herzen, HR, Kurzspielfilm, R: Johannes Dreibach
- 2015: Auf der Suche nach Hitlers Volk
- 2015: Liberalitas Bavarica, HR, Kurzspielfilm, R: Korbinian Kalleder
- 2016: Die Rosenheim-Cops – Auch Überflieger stürzen ab
- 2016: Der Hund begraben, TR, Kinospielfilm, R: Sebastian Stern
- 2017: Wintgerherz – Tod in einer kalten Nacht.
- 2018: Kleiderglück, NR, Kurzspielfilm, R: Tobias Hambauer
- 2018: Winterherz – Tod in einer kalten Nacht, NR, TV-Film, ZDF, R: Johannes Fabrick

## Theater
- 2008 – 2010: Lustspielhaus München, Kasperl und die wahre Liebe, Kasperl, R: Josef Parzefall
- 2010 – 2013: Lustspielhaus München, Kasperl in Ferien, Kasperl, R: Josef Parzefall
- 2016 – 2018: Lustspielhaus München, Die Kuh die wollt ins Kino gehn, Hausmeister, R: Ruth-Claire Lederle

## Hörspiel
- 2012: Der Stalker – ARD Radio Tatort (Bayerischer Rundfunk) – Regie: Ulrich Lampen